# لورنتسو سونگو
لورنتسو سونگو (ایتالیایی: Lorenzo Sonego؛ زادهٔ ۱۱ مهٔ ۱۹۹۵) تنیس‌باز اهل ایتالیا است.او در ۴ اکتبر ۲۰۲۱ به بالاترین رتبه خود در رتبه جهانی ATP یعنی ۲۱ ام رسید.

## اوایل زندگی
سونگو در تورین ایتالیا متولد شد. او از ۱۱ سالگی با تشویق پدرش جورجیو و مربی‌اش گیپو آربینو، تنیس را آغاز کرد. او که از طرفداران باشگاه فوتبال ایتالیایی تورینو بود، بین شش تا سیزده سالگی برای آکادمی جوانان تورینو بازی می‌کرد و سپس روی تنیس تمرکز کرد.

## موسیقی
سونگو سه تک‌آهنگ منتشر کرده است، که همگی در کنار آلبوم AlterEdo منتشر شده‌اند: با نام: «Un solo secondo» (سال ۲۰۲۱) که ۱٫۵ میلیون پخش در اسپاتیفای داشته است؛و «SWING» (سال ۲۰۲۲) و «Cielo Aperto» (سال ۲۰۲۳).